# SELENE-2
SELENE-2 o Selenological and Engineering Explorer 2 fue una misión robótica japonesa a la Luna cancelada.
Estaba previsto que incluyera una sonda espacial, un aterrizador y un rover.

## Sonda espacial
Estaba previsto que tuviera un peso de 700 kg.

## Aterrizador
El módulo de aterrizaje pesaría 1.000 kg, con capacidad de hasta 200 kg de carga útil. Su misión duraría dos semanas.

## Rover
El vehículo rodante pesaría 100 kg, con una duración prevista de dos semanas.

## Penetradores
Es una de las opciones que JAXA (Agencia Japonesa de Exploración Aeroespacial) estaba investigando en el año 2006. Consistía en integrar un pequeño satélite de transmisión de datos y penetradores en la misión.